# Alfabeto proto-sinaitico
L'Alfabeto proto-sinaitico, a volte anche denominato Alfabeto protocananeo, è uno dei più antichi alfabeti conosciuti. Esso è all'origine, per derivazioni e modifiche successive, della maggior parte degli alfabeti utilizzati ancora oggigiorno.
Questo alfabeto lineare (in contrapposizione alla scrittura cuneiforme), è formato da ventitré segni distinti, il che indica che non può trattarsi di un sillabario. In realtà, secondo alcuni ricercatori, questo sarebbe soltanto un sillabario degenerato in cui ogni simbolo rappresenta una consonante che può essere seguita da una qualsiasi vocale, cioè si tratterebbe di un abjad.
L'alfabeto è molto probabilmente derivato dai geroglifici egizi, infatti, più della metà dei segni può essere messa in relazione con un prototipo egiziano.

## Prime iscrizioni

### Il pugnale di Lachish
Un pugnale trovato nell'antica città di Lachish, è probabilmente la più antica iscrizione alfabetica conosciuta. Venne ritrovata in un chiaro contesto archeologico: una tomba della tarda età del bronzo (circa 1600 a.C.) insieme a tre di coleotteri di tipo Hyksos. Tuttavia, Orly Goldwasser sostiene, dal 2010, che l'invenzione dell'alfabeto daterebbe al XIX secolo a.C..
Il pugnale riporta solo quattro lettere, la prima e l'ultima sono parzialmente cancellate. Si legge "trzn" forse "Turranza".

### Wadi el Hol

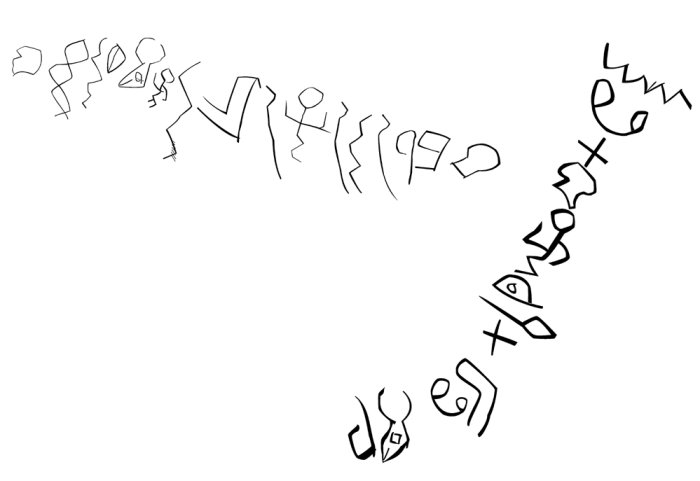
Iscrizioni di Wadi-el-Hol

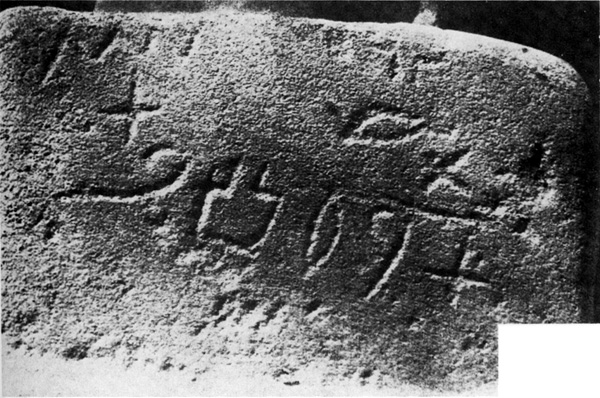
Iscrizione in proto-sinaitico. La linea letta dall'alto a sinistra verso destra riporta le lettere mt l bʿlt e significa "... alla Signora".

Wadi el Hol ( Gola del terrore) è un sito archeologico nel deserto egizio, su un'antica strada militare che collegava Tebe a Abido, in cui sono state scoperte nel 1995 numerose iscrizioni su pietra, due di queste potrebbero essere le prime iscrizioni alfabetiche conosciute. Sono state datate del Medio Regno o del Secondo periodo intermedio (tra il 1700 ed il 1500 a.C.).
Gli egittologi scopritori John Darnell  e Deborah Darnell pensano di leggere רב rb (capo, signore) all'inizio della prima iscrizione e אל El alla fine della seconda. Brian Colless ha pubblicato una traduzione del testo nella quale alcuni segni sarebbero da considerare come dei logogrammi (un segno rappresenta una parola) o dei rebus:La traduzione sarebbe: Eccellente (R[’š]) banchetto (mšt) per célébrare (H[illul]) d'`Anat (`nt). Il dio (’El) ci ha fornito (ygš) [H] gran quantità (rb) di vino (wn) e di cibo (mn) per la celebrazione (H[illul]). Noi abbiamo sacrificato (ngt_) a lui (h) un bue (’) e (p) bestiame di prima qualità (R[’sh]) che avevamo fatto ingrassare (mX).
Questa interpretazione sembra adattarsi alle altre iscrizioni circostanti.
Lo studioso di Harvard Frank Moore Cross analizzando la scrittura perviene alla conclusione che sia «chiaramente la più antica delle scritture alfabetiche» 

### Sarabit al-Khadim
A Sarabit al-Khadim, nella penisola del Sinai, gli scavi archeologici guidati da Flinders Petrie hanno rivelato degli accampamenti di minatori e un tempio dedicato alla dea locale Hathor. Su questo sito è stata trovata una sfinge di pietra, recante una doppia iscrizione, geroglifica e proto-sinaitica. Nel 1916 l'egittologo inglese Alan Henderson Gardiner decifrò questo sistema grafico. La sua decifrazione dimostrò che si trattava di una dedica:
A Baalat, dea del turchese. L'iscrizione incisa sulla statua è l'unica che si sia riusciti a decifrare.
Queste iscrizioni sono generalmente datate appartenenti alla media età del bronzo (XVIII sec. a.C.), durante il Medio Impero. Tuttavia Albright propone una datazione tra il 1525 ed il 1475 a.C. e B. Sass propone una data ancora più  recente (XIV° o XIII° sec. a.C.).

## Invenzione dell'alfabeto
Tutte queste iscrizioni presentano delle similitudini: per acrofonia esse usano segni derivati dai geroglifici fonetici egiziani per trascrivere una lingua semitica. Gli autori di queste due iscrizioni hanno usato i segni egizi dando loro come valore il primo suono, nella loro lingua semitica, della parola designata dal geroglifico egiziano. In questo modo, il pittogramma che rappresenta una casa, *bēt in semitico, derivato dal segno geroglifico per la stessa parola in egizio, è usato per trascrivere il fonema /b/. Questo nome è rimasto per designare la stessa lettera nell'alfabeto ebraico, ed era talmente ben consolidato che fu trasmesso al greco (la lettera β si pronuncia βῆτα, "beta", col suffisso -a).
I segni usati per creare questo alfabeto erano i geroglifici egizi utilizzati come fonemi per trascrivere nomi stranieri, privi, in quanto tali, di un proprio geroglifico.
John Darnell ha proposto uno scenario per spiegare la nascita di questo alfabeto e delle relative iscrizioni. I mercenari asiatici ('a3mu, Semiti) arruolati nell'esercito egizio avrebbero notato e trascritto i trenta geroglifici, usati come segni fonetici, per trascrivere i propri nomi. I soldati erano spesso inviati in spedizioni nel deserto dirette lungo le strade militari, il che spiegherebbe la presenza di iscrizioni simili, ascrivibili alla stessa epoca, anche a Sarabit al-Khadim. Ciò fornirebbe una buona giustificazione per la teoria dei "nomi stranieri" di Benjamin Sass.
La data dell'invenzione non è nota con certezza: essa appartiene ad un periodo ampio, compreso tra il 2000 ed il 1300 a.C. La più antica iscrizione la cui datazione è certa, è il pugnale di Lakish, verso 1600 a.C.. John Darnell e André Lemaire, puntando su argomenti archeologici e linguistici (il confronto con i geroglifici che sarebbero serviti da modello), stimano che l'alfabeto risalga alla XII dinastia egizia. Benjamin Sass, che un tempo era della stessa opinione, ora propende per datarla del quattordicesimo secolo a.C., periodo che corrisponde alla moltiplicazione del numero di iscrizioni trovate, anche se il pugnale di Lakish è una prova contraria alle sue argomentazioni. Orly Goldwasser, sostiene invece che la scrittura alfabetica sia comparsa verso il 1840 a.C., "inventata da minatori cananei illetterati", derivandola dalla scrittura geroglifica.

## Alfabeti derivati
Questo primo alfabeto, per derivazioni successive, diede origine agli altri alfabeti conosciuti, come l'alfabeto fenicio, che ha viaggiato con questo popolo attraverso il Mediterraneo, e si è spostato verso est e la Mesopotamia con le carovane mercantili. È anche all'origine del modello di alfabeto sudarabico, che non segue più la tradizionale classificazione alfabetica levantina già attestata nella lingua ugaritica.

## Alfabeto proto-sinaitico
| F1 |

| F1 |

| O1 |

| O1 |

| A28 |

| A28 |

| D46 |

| D46 |

| N35 |

| N35 |

| I10 |

| I10 |

| D4 |

| D4 |

| D1 |

| D1 |

| D19 |

| D19 |

| Aa32 |

| Aa32 |

| Z9 |

| Z9 |